# 박건원
박건원(朴乾源, 1904년 1월 1일 ~1975년 3월 19일)은 일제 강점기의 외과 의사이자 대한민국의 외과 의사, 관료이다. 다른 이름은 건원(建遠)이다. 해방 직후 건국준비위원회 산하 강릉군 자치위원회를 조직하는데 참여하고 위원장에 선출되었다.
해방 직후의 혼란을 수습하고 치안을 유지하였으며 미군정에 의해 강원도지사로 임명되었다. 대한외과협회와 대한의사협회의 멤버이기도 하다.

## 생애
함경남도 이원군 출신인데 본적지는 함경북도 경흥군 웅기읍 웅기동이었다. 강원도 강릉으로 이주하여 생활하였다.
1921년 경성의 보성고등보통학교에 입학하여 1924년 졸업하였다. 1924년의 대학 예과 시험에 이과에 응시하여 3위로 합격하였다. 경성제국대학 의학부의 제1기 입학생이었다. 경성제대 재학 중 성대오케스트라에 가입, 트럼본 주자였다. 1925년 홍난파, 조선축구단 단장 백명곤(白明坤) 등과 함께 재즈 경음악단 설립에 참여하였다. 1930년 3월 26일 경성제국대학 의학부를 7등으로 졸업하였다. 1930년 9월 논문 <복막염문제>를 발표하였다.
경성제국대학 의학부 외과를 졸업한 뒤, 경성제대 의학부의 외과 부수, 의학부 외과 조수를 역임하고, 체질인류학도 연구하였다. 그 후 강원도립 강릉의원의 외과 과장으로 부임하였다.
1936년 6월 13일 강릉사우회(江陵寫友會) 월례회에 작품을 출원, 〈단오〉1점으로 입선상을 받았다. 5월 13일에 열린 강릉사우회 제1회 사진전에는 <나팔수선화> <공중곡예> <발원(發願)> <주걱> 등을 출품하여 입선을 받았다. 1938년 9월 22일 강릉에서 신라 때의 고분과 유골들을 발견하였다. 고분에는 대규모 순장의 흔적이 있었다.
일제 강점기 후반 일본군 항공대에 징집되었다가 귀국했다. 1945년 1월 조선은행에 입사, 출납계에서 근무했다.
해방 직후 건국준비위원회 산하 강릉군자치위원회 위원장에 선출되었다. 9월 2일 미군정 주둔후 미군정 강원도 민정관으로 참여하였다.
1946년 1월 1일 군정청 임명사령 제73호에 의해 강원도지사에 임명되었다. 다시 조선은행에 복귀했다가 1947년 3월 좌익에 가담했다는 이유로 조선은행에서 해고당하고 종로경찰서에 15일간 구금되었다가 풀려났다.
1947년 5월 10일 경성대학 의학부 부속병원에서 백인제(白麟濟), 김성진(金晟鎭), 이용설(李容卨), 고병간(高秉幹), 정구충(鄭求忠), 최상채(崔相彩), 전성관(全聖寬) 등 10여 인과 함께 조선외과학회(대한외과학회의 전신)의 창립에 참여하였다.
1947년 7월 10일 전라남도지사로 임명되었고, 8월 15일 유임되었다. 그러나 10월 17일 내무부장관 윤치영은 그를 면직처리했다. 10월 19일 휴직계를 신청하여 받아들여졌다. 1949년 1월 21일 대한적십자사 춘천지사에서 설립한 춘천적십자의료소 원장으로 임명되었다.
6.25 전쟁 당시 장교로 참전하였다. 1954년 6월 9일에는 미국 대통령으로부터 동성훈장을 수여받았다. 이어 제1군사령부 작전처 차장으로 부임하였다. 임대령이었던 그는 1956년 9월 28일 공군 대령으로 승진하였다. 이어 임 공군 준장이 되었다가 1957년 10월 7일 공군 준장으로 승진했다. 1958년 헌병사령부 부사령관이 되었다. 1961년 라이온스클럽의 회장이 되었다.
1961년 10월 대한외과학회 자문위원, 1963년 대한의학협회 이사장, 라이온스클럽 이사장, 1964년 대한의학협회 부회장 등을 지냈다. 1966년 6월 27일 한국과학기술자연합회의 창립발기위원이 되고, 7월 9일 과학기술자연합회 창립총회에서 부위원장에 선출되었다.

## 가족 관계
- 장남 박금준, 차남 박호준
- 장녀 박은숙 차녀 박화순 삼녀 박남희
- 누이 : 박순복(朴順福)
- 매부 : 허인갑(許仁甲, 1912년 ~ ?)
- 손자 박인수 손녀 박수련

## 기타
그의 매부 허인갑(許仁甲)은 1956년 당시 남파간첩으로 월남해 조선호텔에 있다가 그의 제보로 검거되었다.

## 경력
- 경성제국대학 의학부 졸업
- 경성제국대학 의학부 조수
- 1945년 8월 건준 강릉군자치위원장
- 1946년 강원도지사
- 1947년 5월 10일 조선외과학회(대한외과협회) 창설에 참여
- 전라남도지사
- 공군 대령
- 3대 총선에 강원도 제9선거구에 출마하였으나 낙선하였다.
- 대한의학협회 부회장
- 공군 준장
- 1963년 - 1964년 한국라이온스클럽 354-A지구 회장
- 대한의학협회이사장